# Evenus latreillii
Evenus latreillii is een vlinder uit de familie van de Lycaenidae. De wetenschappelijke naam van de soort werd als Thecla latreillii in 1865 gepubliceerd door William Chapman Hewitson.